# Un Crăciun altfel!
Un Crăciun altfel! este un film românesc de comedie de Crăciun din 2014 regizat de Dragoș Buliga. Este un film de televiziune produs și distribuit de MediaPro. Rolurile principale au fost interpretate de actorii Horațiu Mălăiele, Tora Vasilescu și Paul Ipate.

## Distribuție
- Horațiu Mălăiele ca procurorul Emilian
- Tora Vasilescu ca Natalia, soția lui Emilian
- Paul Ipate ca Alex, soțul Mariei
- Diana Cavallioti ca Maria, fiica lui Emilian și a Nataliei
- Mircea Andreescu ca Popoiu
- Anca Sigartău - Cristina, secretara lui Alex
- Ionel Mihăilescu ca Fane, fratele lui Emilian